# 比莱吉克省
比莱吉克（土耳其語：Bilecik ili）是位于土耳其西部的一个省，面积4,181km²，首府比莱吉克。

## 历史
比莱吉克地区从公元前3000年就开始有人居住，先后被多种文明统治过：赫梯王国（公元前1400年-公元前1200年）、弗里吉亚人（公元前1200年-公元前676年）、吕底亚人（公元前595年-公元前546年）、波斯人（公元前546年-公元前334年）、罗马帝国（74年-395年）和拜占庭帝国（395年至13世纪末期，其间被倭马亚王朝占领过两次）。1281年，奥斯曼帝国在此建立。